# Cédric Meletta
 (juin 2024).
La mise en forme du texte ne suit pas les recommandations de Wikipédia : il faut le « wikifier ».
Les points d'amélioration suivants sont les cas les plus fréquents :
- Les titres sont pré-formatés par le logiciel. Ils ne sont ni en capitales, ni en gras.
- Le texte ne doit pas être écrit en capitales (les noms de famille non plus), ni en gras, ni en italique, ni en « petit »…
- Le gras n'est utilisé que pour surligner le titre de l'article dans l'introduction, une seule fois.
- L'italique est rarement utilisé : mots en langue étrangère, titres d'œuvres, noms de bateaux, etc.
- Les citations ne sont pas en italique mais en corps de texte normal. Elles sont entourées par des guillemets français : « et ».
- Les listes à puces sont à éviter, des paragraphes rédigés étant largement préférés. Les tableaux sont à réserver à la présentation de données structurées (résultats, etc.).
- Les appels de note de bas de page (petits chiffres en exposant, introduits par l'outil «  Source ») sont à placer entre la fin de phrase et le point final[comme ça].
- Les liens internes (vers d'autres articles de Wikipédia) sont à choisir avec parcimonie. Créez des liens vers des articles approfondissant le sujet. Les termes génériques sans rapport avec le sujet sont à éviter, ainsi que les répétitions de liens vers un même terme.
- Les liens externes sont à placer uniquement dans une section « Liens externes », à la fin de l'article. Ces liens sont à choisir avec parcimonie suivant les règles définies. Si un lien sert de source à l'article, son insertion dans le texte est à faire par les notes de bas de page.
- La présentation des références doit suivre les conventions bibliographiques. Il est recommandé d'utiliser les modèles {{Ouvrage}}, {{Chapitre}}, {{Article}}, {{Lien web}} et/ou {{Bibliographie}}. Le mode d'édition visuel peut mettre en forme automatiquement les références.
- Insérer une infobox (cadre d'informations à droite) n'est pas obligatoire pour parachever la mise en page.

Pour une aide détaillée, merci de consulter Aide:Wikification.
Si vous pensez que ces points ont été résolus, vous pouvez retirer ce bandeau et améliorer la mise en forme d'un autre article.
Cédric Meletta, né à Nancy en 1973, est un écrivain français.

## Parcours littéraire
En 2013, son premier livre, L’Enfant perdu des années sombres (biographie du patron de presse collaborationniste Jean Luchaire), retrace le destin d’un personnage ambigu sous le régime de Vichy et l’Occupation.
Dans Les Diaboliques, il dépeint sept portraits de femmes parmi les plus engagées dans « l’ultra-collaboration ».
Son premier roman, Tombeau pour Rubirosa, s’articule autour du personnage sulfureux de Porfirio Rubirosa, diplomate dominicain et playboy de l'entre-deux-guerres et de l'après-guerre.
En 2022, son deuxième roman, Le Meilleur que nous ayons couronné, est consacré au tout premier Prix Goncourt de l’histoire, John-Antoine Nau, publié à compte d’auteur, resté à Saint-Tropez chez ses amis, les Paul Signac, au moment de l’obtention du prix, en 1903.
Enfin, en novembre 2023, à l’occasion du 60e anniversaire de l’assassinat du président Kennedy à Dallas, il publie Le Deuxième Tireur, une enquête immersive consacrée à l’aviateur français Henry-Ernest Pugibet, alias « Frenchy », ex-collabo vichyste devenu conseiller occulte du dictateur Trujillo, très fortement suspecté d’être l’un des tireurs de la fusillade sur Dealey Plaza.

### Essais et biographies
- L'Enfant perdu des années sombres : Jean Luchaire (1901-1946), Paris, Plon-Perrin, 2013.
- Diaboliques. Sept femmes sous l’Occupation, Paris, Robert Laffont, 2019.
- Les Bukoliques. Variations sur Bukowski, Paris-Monaco, Editions du Rocher, 2020.
- Le Deuxième Tireur. Nouvelles révélations sur l’assassinat de JFK, Paris, Bouquins, 2023.

### Romans
- Tombeau pour Rubirosa. Un roman, Paris, Séguier, 2018.
- Le Meilleur que nous ayons couronné, Paris-Monaco, Editions du Rocher, 2022.

### En collaboration, édition scientifique et préface
- Pierre Drieu la Rochelle (reportages d’un Européen), Le Raincy, La Thébaïdes, 2017 (édition de trois reportages inédits de Drieu la Rochelle, dans la Hongrie autoritaire de l’amiral Horthy, dans la Tchécoslovaquie libérale de Bénès et Masaryk, enfin, en Italie fasciste)
- Alec Scouffi, Au Poiss d’Or, hôtel meublé, Paris, Séguier, 2019.(réédition d’un roman culte sur l’homosexualité masculine de l’Entre-deux-guerres)
- Henri Béraud. Version reporter, Paris, Séguier, 2021. (édition des reportages européens du journaliste et romancier Henri Béraud)